# Романн Дей
Романн Дей — вымышленный персонаж, появляющийся в комиксах издательства Marvel Comics. Персонаж обычно изображается как инопланетянин с планеты Ксандар.

## История публикации
Романн Дей впервые появился в Nova # 1 (сентябрь 1976) и был создан Марвом Вольфманом и Джоном Буссма.

## Вымышленная биография
Романн Дей был лидером Нова Корпуса Ксандара и одним из немногих оставшихся в живых. Когда военачальник Зорр напал на Ксандар, он опустошил его и убил многих ксандарианцев, включая жену Дей, Карман-Кан и детей, Дюранну и Кахри. Дей охотился на Зорра и сражался с ним.
Однако Зорр был слишком силен для Дея и смертельно ранил его. Дей полетел на Землю впереди Зорра и случайно выбрал Ричарда Райдера в качестве нового Новы, передав ему свою силу. Дей связал свой разум с разумом Райдера и объяснил ему новые силы, которые он получил, а также угрозу Зорра на его планете.
Сначала Райдер думал, что встреча была сном, но вскоре обнаружил свои силы и принял роль Новы. В то время как он впервые проверял их, он столкнулся с Зорром, который был в состоянии ярости в Нью-Йорке. Нова решил исполнить желание умирающего Дея и победить Зорра. Во время битвы Зорр телепортировался самим Деем. Дей убил Зорра прежде, чем он сам умер, приготовившись присоединиться к его семье и друзьям в загробной жизни.

## Силы и способности
Романн Дей имел полномочия члена Корпуса Нова.

## Другие версии
Во время совместной работы Marvel и DC Comics в Amalgam, Романн Дей был объединен с Абином Суром. Ромман Сур был инопланетянином, который разбился, приземлившись на Землю, и его зеленая батарея зарядила изобретателя-миллиардераХэла Джордона на его корабле, но Джордон получил ранение во время путешествия металлическим осколком, пронзающим его тело. Он взял батарейку Роммана и стал Железным Фонарем.

## Вне комиксов

### Телевидение
- Романн Дей появляется в мультсериале «Стражи Галактики» в эпизоде «Происхождение» и был озвучен Джеффом Беннеттом.[2] Он присутствовал с Титусом на Ксандере, когда Дракс Разрушитель обратился к Корпусу Нова в обмен на то, что инопланетяне, которые были взяты в плен Ронаном Обвинителем, были возвращены на их собственные планеты. В эпизоде «Космические ковбои» Романн Дей и члены Корпуса Нова столкнулись со Стражами Галактики, когда им сообщили, что они забирают Мумбы к Грандмастеру на Конъюкцион. Затем он стал свидетелем того, как Мумбы открыли портал, который затащил Мумбов и Милано в район, близкий к соединению. Когда Опустошители Йонду приносят взрывчатку Мумбам близко к Кноухеру от имени Грандмастера, Романн и остальные из Корпуса Новы связывались с Космической собакой Космо, чтобы помочь Стражам Галактики. Космо рассказал Роману о том, что Коллекционер стоит за незаконным оборотом Мумбы, и Романн связался с ним по этому поводу. Коллекционер отрицал это и ушел. Убедившись, что Стражи Галактики перевезли Мумбы в безопасное место, Романн и Нова Корпус преследовали бегущих Опустошителей. В эпизоде «Правильное место, неправильное время» Романн Дей был в аванпосте Корпуса Нова, когда Стражи Галактики дали ему саркофаг, который ранее находился во владении Таноса.

### Фильм
- Романна Дейя играет Джон Райли в фильме Стражи Галактики от Marvel Studios в 2014 году.[3] Санитар Романн Дэй является знакомым Звёздного Лорда, однажды арестовав последнего за мелкую кражу до событий фильма. Дей является частью арестантского отряда, который реагирует на ссоры с участием Звездного Лорда, Гаморы, Ракету и Грута на Ксандаре. Впоследствии с Дей связывается Звездный Лорд, который предупреждает его о надвигающейся атаке Ксандара Ронаном Обвинителем. Получив эту информацию от Нова Прайма иранца Раэля, Дей дает понять, что они могут верить посланию Звездного Лорда. Во время нападения жена и дочь Дей почти убиты одним из кораблей Ронана, но спасены Ракету. После поражения Ронана Дей, теперь Денарян, видит полное освобождение от опекунов, а также Новую Прайм и свою благодарность за действия Стражей, но предупреждает, что будущая преступная деятельность не будет оправдана. В финальном монтаже фильма Дей показано возвращение домой к своей семье.